# Balanza fiscal de Cataluña con el resto de España
La balanza fiscal de Cataluña con el resto de España es la balanza fiscal entre estos dos territorios. El concepto ha sido el centro del debate político de algunas comunidades autónomas, sobre todo en aquellas que tenían como resultado un déficit fiscal, teniendo en cuenta lo que aportan a la hacienda pública y lo que reciben. 

## Estudios
En España se han hecho varios estudios sobre este tema: 
- Las balanzas fiscales de las comunidades autónomas con la Administración Pública Central, desde 1991 hasta 2005. Publicado por la Fundación BBVA en 2007.[1][2][3][4][5]
- Estimación de las balanzas fiscales de las comunidades autónomas respecto del Estado Español 1995-2005. Publicado por la Fundación Josep Irla en 2008.[6][2]
- Resultados de la balanza fiscal de Cataluña con la administración central 2002-05 (exclusivo para la comunidad autónoma de Cataluña). Publicado por el Gobierno de Cataluña en 2008.[7]
- Balanzas fiscales de las comunidades autónomas con el sector público estatal de 2005. Publicado por el gobierno Español en 2008.[8][9][10]
- Balanza fiscal de Cataluña con la Administración central 2006 - 2009 Publicado por el Gobierno de Cataluña en 2012.[11]
- Informe del Sistema de Cuentas Públicas Territorializadas del ejercicio 2011. Publicado por el gobierno español en 2014.[12][13] Este informe usa un enfoque carga-beneficio, sin embargo, ha recibido críticas sobre un alejamiento de la aplicación estándar de esta metodología, realizando «muchas hipótesis totalmente cuestionables».[14]

Desde 2013 la Generalidad de Cataluña publica las balanzas cada año debido a la aprobación de la Ley 10/2012 de publicación de las balanzas fiscales.

## Métodos usados
El estudio se puede hacer mediante dos métodos: 
- el método del flujo monetario
- el método del flujo del beneficio

Los estudios realizados con el primer método dan valores deficitarios por los años posteriores al 2000 para la Comunidad Autónoma de Cataluña de entre el 7.4% y el 10.2% del PIB de la región. Los estudios realizados con el segundo método, también dan valores deficitarios para Cataluña pero menores, de entre el 5.6 y el 7.4%.

## Comparativa según Método Flujo Monetario
| Documento                                                                                            | Año del estudio | Años estudiados | Autor               | 1995 | 1996 | 1997 | 1998 | 1999 | 2000 | 2001 | 2002 | 2003 | 2004  | 2005  | 2006 | 2007 | 2008 | 2009 |
| --- | --------------- | --------------- | ------------------- | ---- | ---- | ---- | ---- | ---- | ---- | ---- | ---- | ---- | ----- | ----- | ---- | ---- | ---- | ---- |
| Estimació de les balances fiscals de les comunitats autònomes respecte de l'Estat Espanyol 1995-2005 | 2008            | 1995-2005       | Fundació Josep Irla | -6.8 | -6.5 | -7.0 | -7.2 | -7.7 | -7.2 | -7.6 | -7.4 | -9.1 | -10.2 |       |      |      |      |      |
| Resultats de la balança fiscal de Catalunya amb l'administració central 2002-05                      | 2008            | 2002-2005       | Govern de Catalunya |      |      |      |      |      |      |      | -9.2 | -8.5 | -8.5  | -9.8  |      |      |      |      |
| Balanzas fiscales de las comunidades autónomas con el sector público estatal                         | 2008            | 2005            | Gobierno de España  |      |      |      |      |      |      |      |      |      |       | -8.69 |      |      |      |      |
| Balança fiscal de Catalunya amb l'Administració central 2006 - 2009                                  | 2012            | 2006-2009       | Govern de Catalunya |      |      |      |      |      |      |      |      |      |       |       | -7.9 | -8.1 | -8.5 | -8.4 |

## Comparativa según Método Flujo del Beneficio
| Documento                                                                                           | Año del estudio | Años estudiados | Autor               | 1991 | 1992 | 1993 | 1994 | 1995  | 1996  | 1997  | 1998  | 1999  | 2000  | 2001  | 2002  | 2003  | 2004  | 2005  | 2006 | 2007 | 2008 | 2009 |
| --------------------------------------------------------------------------------------------------- | --------------- | --------------- | ------------------- | ---- | ---- | ---- | ---- | ----- | ----- | ----- | ----- | ----- | ----- | ----- | ----- | ----- | ----- | ----- | ---- | ---- | ---- | ---- |
| Las balanzas fiscales de las comunidades autónomas con la Administración Pública Central, 1991-2005 | 2007            | 1991-2005       | Fundación BBVA      |      |      |      |      | -3.36 | -4.20 | -3.92 | -4.29 | -5.85 | -5.97 | -6.17 | -6.56 | -5.78 | -5.54 |       |      |      |      |      |
| Resultats de la balança fiscal de Catalunya amb l'administració central 2002-05                     | 2008            | 2002-2005       | Govern de Catalunya |      |      |      |      |       |       |       |       |       |       |       | -6.7  | -6.1  | -6.3  | -7.4  |      |      |      |      |
| Balanzas fiscales de las comunidades autónomas con el sector público estatal                        | 2008            | 2005            | Gobierno de España  |      |      |      |      |       |       |       |       |       |       |       |       |       |       | -6.38 |      |      |      |      |
| Balança fiscal de Catalunya amb l'Administració central 2006 - 2009                                 | 2012            | 2006-2009       | Govern de Catalunya |      |      |      |      |       |       |       |       |       |       |       |       |       |       |       | -5.6 | -5.6 | -5.9 | -5.8 |